# Yahleel Abdala
Yahleel Abdala Carmona (Nuevo Laredo, Tamaulipas, 30 de octubre de 1982) es una política mexicana, reconocida por haber sido diputada por la LXIII Legislatura del Congreso de la Unión de México entre 2015 y 2018, además de ocupar diversos cargos políticos. En la actualidad está vinculada con el Partido Acción Nacional. De octubre de 2021 a septiembre de 2022 fue secretaria de Bienestar Social de Tamaulipas.

## Biografía

### Primeros años y estudios
Abdala Carmona nació en Nuevo Laredo, Tamaulipas el 30 de octubre de 1982. Tras realizar sus estudios de preparatoria, cursó una Licenciatura en Ciencias de la Comunicación en la Universidad Valle del Bravo, graduándose en 2004. En 2010 cursó una Maestría en Comunicación Académica en la Universidad Autónoma de Tamaulipas en Ciudad Victoria.

### Carrera política

Gesto con los dedos utilizado por Yahleel Abdala y sus simpatizantes durante las campañas electorales.

Desde comienzos de la década de 2000, Abdala Carmona empezó a desempeñarse en diversos cargos en Nuevo Laredo como jefa de departamento del Sistema para el Desarrollo Integral de la Familia, directora y coordinadora de zona del Instituto Tamaulipeco de Educación para Adultos. Vinculada con el PRI, trabajó como secretaria general del Frente Juvenil Revolucionario y ocupó varios cargos dentro de la Confederación Nacional de Organizaciones Populares como secretaria de la Comisión de Procesos Internos, secretaria general y coordinadora de la Juventud Popular, entre otros.
En enero de 2011 tomó protesta como regidora de Nuevo Laredo, cargo que ocupó hasta septiembre de 2013. Un año después se convirtió en dirigente del PRI en la localidad y en secretaria general del Comité Directivo Municipal del partido, permaneciendo en ambos cargos hasta el año 2015.
El 29 de agosto de 2015 tomó protesta como diputada federal por la LXIII Legislatura del Congreso de la Unión de México por el principio de mayoría relativa. Permaneció en el cargo hasta el 31 de agosto de 2018 y durante su mandato ofició como secretaria de las comisiones de Asuntos de la Frontera Norte, Aduanas, Puertos y Aeropuertos Nacionales y Asuntos de la Cuenca de Burgos, además de integrar las comisiones de Salud, Trabajo e Infraestructura.
En septiembre de 2018 fue elegida presidenta del partido en Tamaulipas. Un año después rindió protesta como diputada local por la LXIV Legislatura del Congreso del Estado de Tamaulipas según el principio de Representación Proporcional y fue nombrada vicepresidenta del Comité Ejecutivo Nacional del partido. En diciembre de 2020 se sumó al grupo parlamentario del Partido Acción Nacional y en marzo de 2021 solicitó licencia al Congreso del Estado para contender por la alcaldía de Nuevo Laredo.